# Spijkerkwartier
Het Spijkerkwartier is een woonwijk in Arnhem. De wijk werd in 1853 door stadsarchitect Hendrik Jan Heuvelink ontworpen, maar kwam pas in de jaren tachtig van de negentiende eeuw onder directie van diens zoon Hendrik Jan Heuvelink jr. echt van de grond. Het was gedeeltelijk een wijk met veel allure en dit is nog te zien aan de vele monumentale panden. De wijk grenst direct aan het Arnhemse centrum, en ligt aan de noordoost kant daarvan. Het Spijkerkwartier (in ruime zin) bestaat in feite uit drie buurten, van noord naar zuid: Spoorhoek, Spijkerbuurt en Boulevardkwartier.

## Geschiedenis
Het Spijkerkwartier dankt zijn naam aan twee middeleeuwse opslagloodsen die hier vroeger stonden, de zogenaamde spijkers of spiekers. Het woord spijker gaat terug op het Latijnse woord spica dat voorraadschuur betekent.
Het Geldersch Spijker was ongeveer gelegen waar nu de kruising van de Parkstraat met de Prins Hendrikstraat ligt. Na een gesloten overeenkomst tussen eigenaresse mejuffrouw Hermina Coops (dochter van Wolter Derk Janszoon Coops en zuster van Herman Hendrik Timotheus Coops), en de gemeente werd tussen 1865 en 1872 op een deel van het landgoed het westelijke deel van de Parkstraat aangelegd. De Parkstraat eindigde in het oosten bij het landhuis.
In 1878 werd het gehele landgoed verkocht aan de gemeente en werd het landhuis gesloopt. De Parkstraat werd doorgetrokken in oostelijke richting en er werd een nieuwe, de Parkstraat kruisende, weg aangelegd tussen Spijkerstraat en Boulevard Heuvelink: de Prins Hendrikstraat. De nieuwe straten werden bebouwd door particulieren in de periode 1878-1889. Mejuffrouw Coops ging wonen in een nieuw hoekpand aan de Parkstraat 47 dat Villa Gelders Spijker werd gedoopt. Aan de Kastanjelaan 31A staan nog twee stenen hekpalen die bij de ingang van het landgoed hoorden.
Het Hertogs Spijker (later Dullertspijker) stond aan de Karel van Gelderstraat en de Dullertstraat (genoemd naar Willem Hendrik Dullert). Deze spijker werd in de jaren tachtig van de negentiende eeuw gesloopt.
Een groot deel van de wijk werd ontwikkeld en gebouwd voor welgestelde mensen, die niet in, maar wel dicht bij het centrum wilden wonen. Een groot deel van de bebouwing bestaat dan ook uit monumentale herenhuizen, die vaak (inclusief souterrain) uit vier verdiepingen bestaan. Veel van deze herenhuizen zijn gebouwd in een eclectische bouwstijl met neoclassicistische invloeden. Ook is de bouwstijl van veel herenhuizen beïnvloed door de Franse neorenaissance. Het bekendste voorbeeld hiervan is de rij "Brusselse huizen" in de Spijkerstraat, ontworpen door de architect Jan Hendrik van Sluijters.
In de jaren zestig en zeventig raakte de wijk in verval en ontstond er prostitutie (zie prostitutie in Arnhem). Zowel binnen als buiten Arnhem raakte het Spijkerkwartier bekend als de rosse buurt van Arnhem. Bekend was exploitant Rudy Kousbroek die daarnaast ook nog kruidenier en worstelschoolhouder was en binnen het Spijkerkwartier als  kunstenaar over een eigen atelier beschikte. De herenhuizen in de wijk waren over het algemeen te duur voor individuele bewoning. De meeste woningen werden daarom in etages verdeeld en verhuurd, of geschikt gemaakt voor kamerbewoning.
Het Spijkerkwartier is inmiddels weer een gewilde woonwijk geworden. De prostitutie is begin 2006 verdwenen en veel van de monumentale woningen zijn of worden gerenoveerd. In 2007 is het Spijkerkwartier aangewezen als een van rijkswege beschermd stadsgezicht. De voormalige burgemeester Pauline Krikke heeft er haar woning. De wijk herbergt ook vele kunstenaars, ingenieurs en bon vivants.
De lokale omroep van Arnhem, Radio & TV Arnhem, was tot 24 februari 2010 gevestigd in het Spijkerkwartier aan de Dullertstraat. Op 24 februari 2010 verliet de omroep het voormalige Thialf zwembad en verhuisde naar het "Bruishuis" in de Arnhemse wijk Malburgen. Het gebouw is gerenoveerd en herbergt nu een BSO, het sportbedrijf en brasserie Thialf.
Het voormalige Thialfzwembad werd in 1932 aangelegd op het terrein van de gelijknamige IJsclub. Het terrein liep vroeger regelmatig onder water en was daarmee in de winter een geschikte schaatsplek. In de periode 1892 t/m 1894 speelde cricket- en voetbalclub Vitesse haar wedstrijden op het terrein van de IJssclub. Zomers werd er cricket gespeeld en voetbal in de lente en de herfst. In de winterperiode speelt Vitesse op een veld binnen de Planten- en Vogeltuin van Bronbeek. In 1984 verhuisde Vitesse naar de Paasweide, aan de overkant van de Rijn.
In 1988 werd het bad gesloten en werd het terrein ingericht als kinderspeelplaats.

## Beëindiging prostitutie
In 1994 heeft de gemeente de beëindiging van de prostitutie in de wijk in gang gezet. In totaal zijn hierover drie procedures gevoerd tot aan de Raad van State. Op 23 november 2005 heeft de Raad van State in de laatste zaak geoordeeld dat de gemeente af mag dwingen dat de exploitanten de raamprostitutie beëindigen. Op 4 januari 2006 is de raamprostitutie daadwerkelijk geëindigd.

## Statistische gegevens (1 januari 2010)
- Aantal bewoners: 6.057
- Aantal woningen: 2.777, waarvan twee derde huurwoningen en een derde koopwoningen.

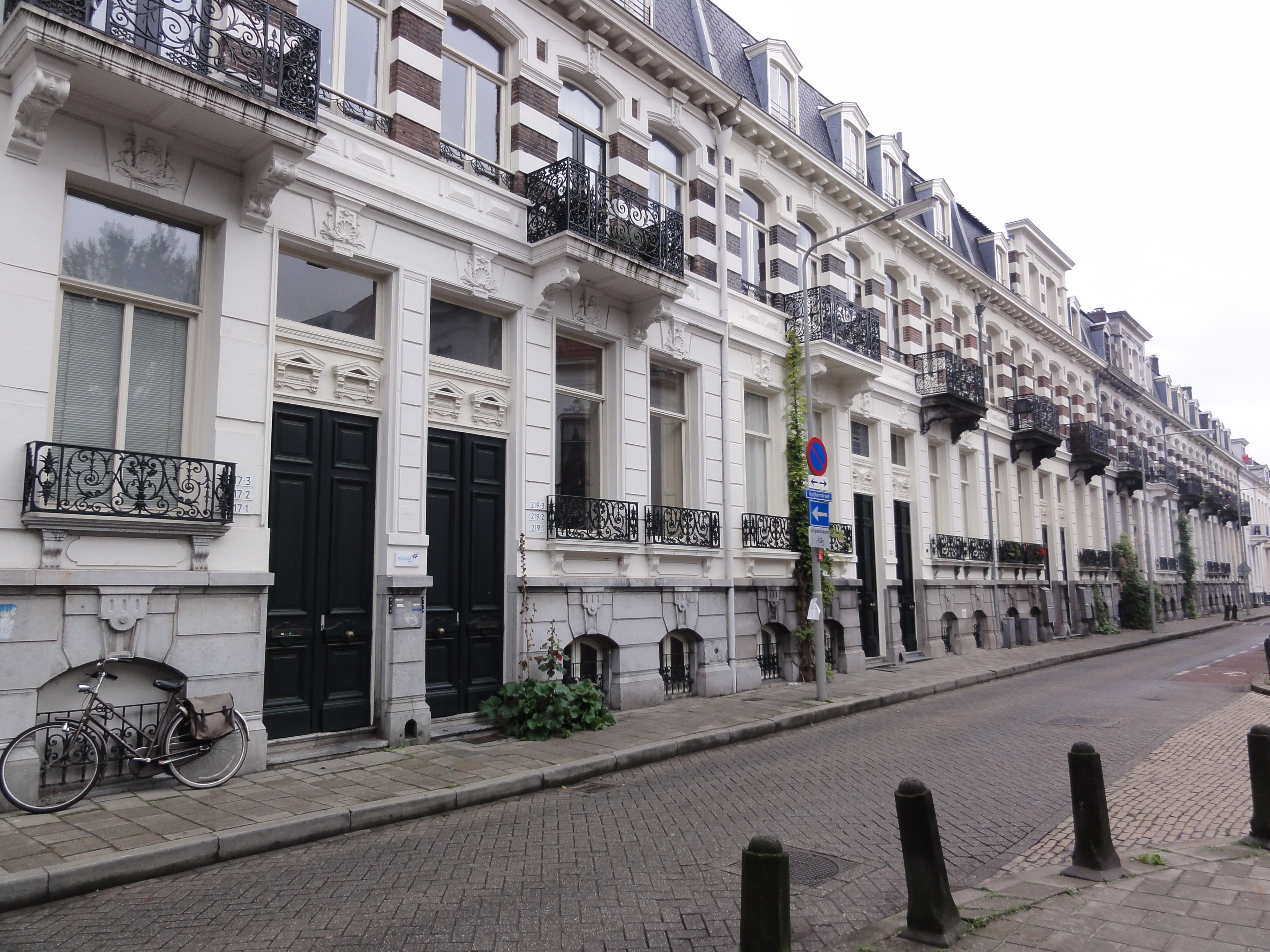
Spijkerstraat, Brusselse huizen
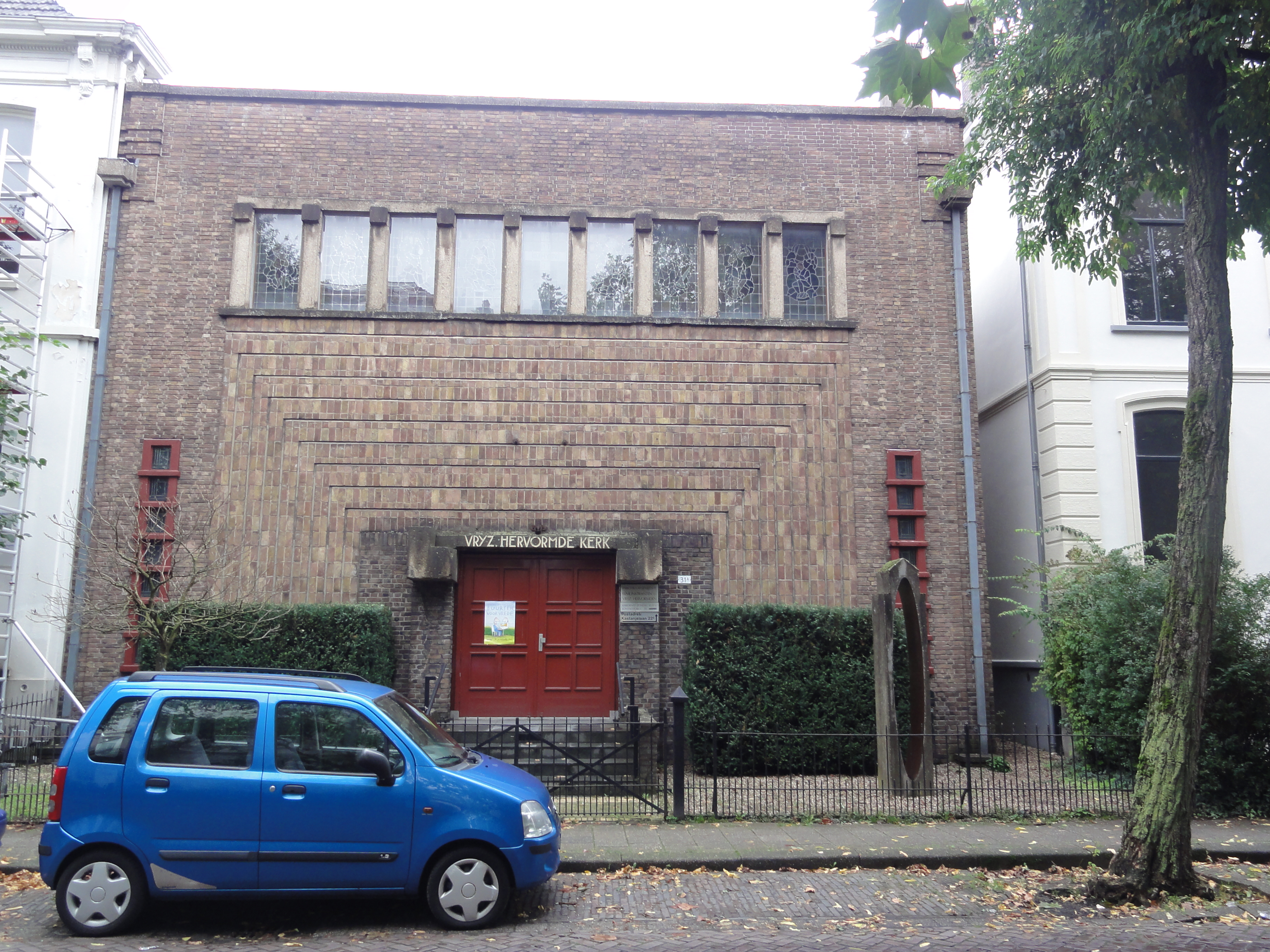
Vrijz. Hervormde Kerk aan de Parkstraat
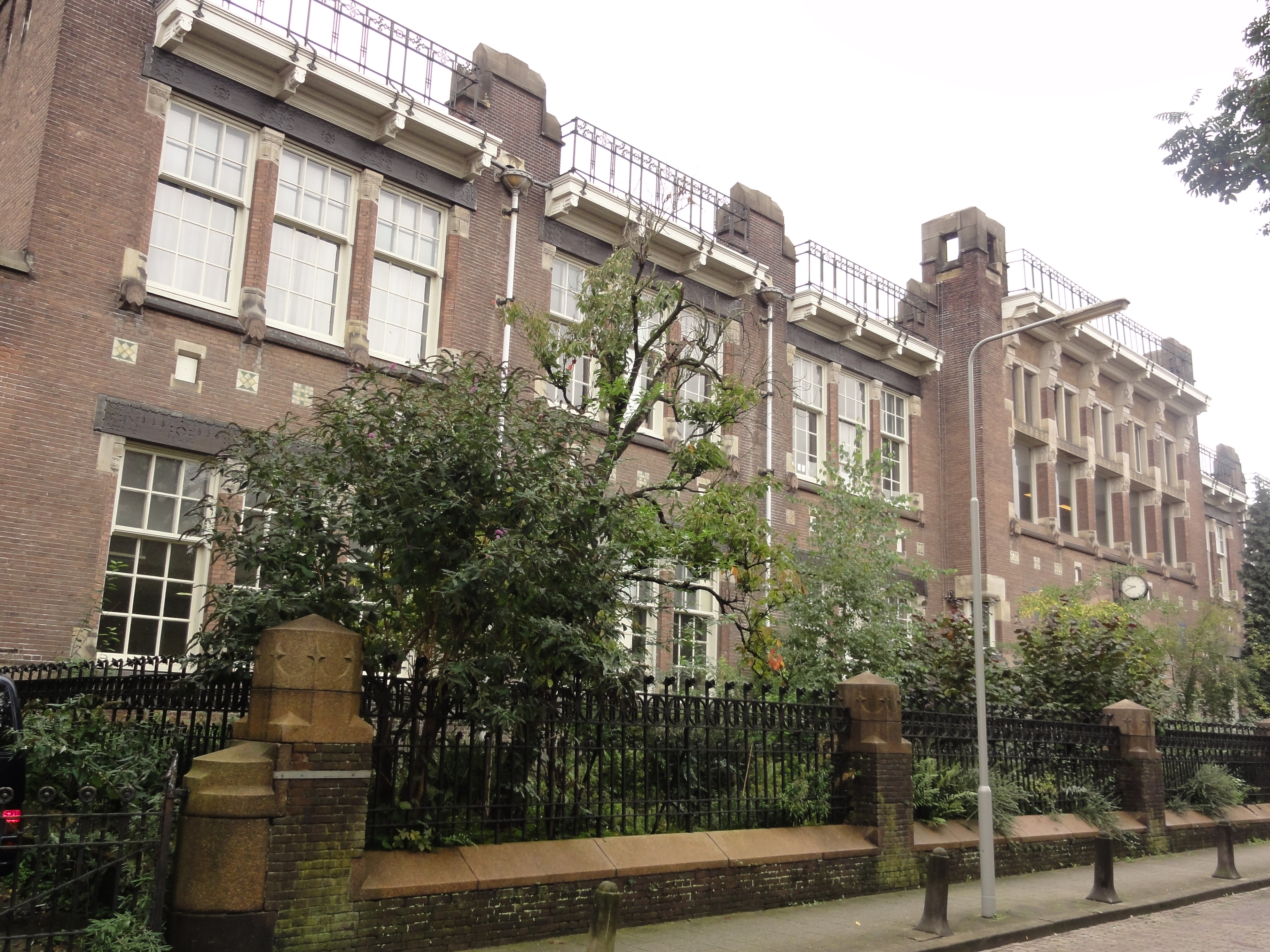
Voormalige HBS aan de Schoolstraat
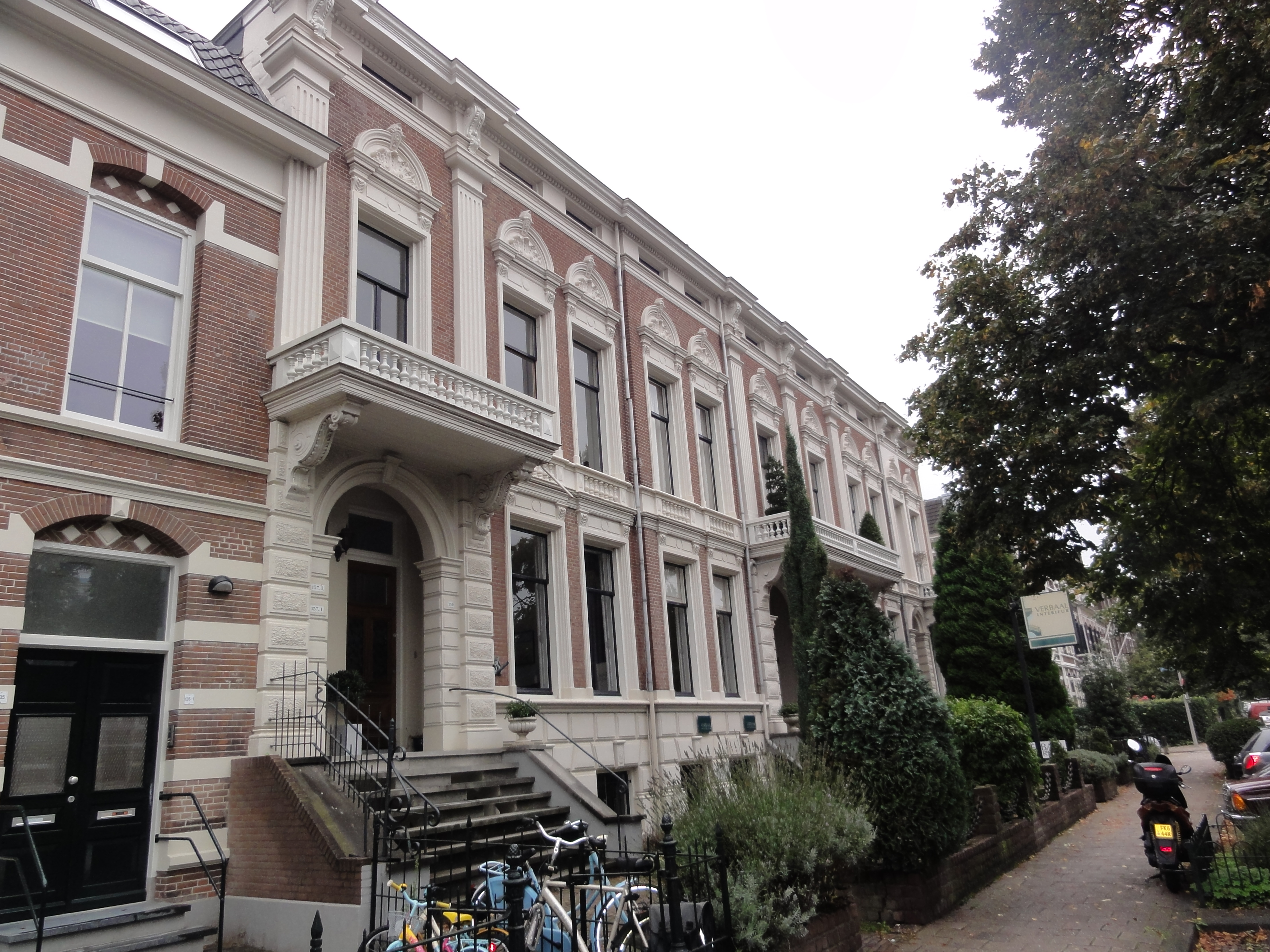
Boulevard Heuvelink